# Primado

Modelo de escudo de armas de los primados católicos que no son cardenales

El primado (en latín: primas) es un título o rango otorgado a algunos obispos en algunas Iglesias cristianas. Dependiendo de la tradición particular, puede denotar la autoridad jurisdiccional (título de autoridad) o precedencia ceremonial (título de honor). 
En el ámbito de las Iglesias ortodoxas el título de primado se usa a menudo para los jefes de Iglesias autocéfalas.

## En la Iglesia católica
En la Iglesia católica latina es un arzobispo o raramente un obispo de una sede episcopal —llamada sede primada— a quien el papa le reconoce derechos honoríficos, no solo sobre los obispos de su propia provincia, como el metropolitano, sino también a veces sobre cierto número de provincias, tales como las que se encuentran dentro de una Iglesia nacional. Se encuentra generalmente en los países con una larga tradición católica en los cuales la Santa Sede reconoció el título de primado generalmente a solicitud de reyes —a quienes solían coronar— y de prelados. En el pasado los primados solían tener privilegios de jurisdicción tales como el de convocar y presidir concilios nacionales, escuchar apelaciones de tribunales metropolitanos, y el derecho a exigir obediencia a los metropolitanos, todos los cuales cayeron en desuso al cesar de realizarse concilios nacionales y pasar las causas de apelación a la Rota romana. También tenían derechos honoríficos tales como ubicación de honor en los concilios entre los patriarcas y los metropolitanos, usar la cruz primacial y celebrar de pontifical en todo el territorio de la primacía. El Concilio de Trento no reconoció esos derechos y actualmente es un título puramente simbólico desprovisto de toda potestad de régimen. 
Se concede típicamente en una de las arquidiócesis más viejas de un país o en la ciudad capital, aunque en algunos casos la ciudad sede ya no tiene la preeminencia del pasado. En algunas diócesis el título se mantiene por tradición sin tener reconocimiento actual por la Santa Sede.
El Código de Derecho Canónico solo menciona a los primados en canon 438:

438. Aparte de la prerrogativa honorífica, el título de Patriarca o el de Primado no lleva consigo en la Iglesia latina ninguna potestad de régimen, a no ser que en algún caso conste otra cosa por privilegio apostólico o por costumbre aprobada.

## En la Comunión anglicana
El título se encuentra, a menudo, en las Iglesias de la Comunión anglicana, la cual está dividida en provincias eclesiásticas, cada una de las cuales generalmente está encabezada por un metropolitano. En la Iglesia de Inglaterra las arquidiócesis de Canterbury y de York han heredado sus títulos primaciales anteriores a la Reforma, por lo que sus arzobispos son respectivamente primados de toda Inglaterra y de Inglaterra. Lo mismo ocurre con el primado de Irlanda que ejerce el arzobispo de Armagh.
Por regla general, una provincia coincide con uno o más estados nacionales. El primado puede ser el obispo de una determinada sede, como el arzobispo de Canterbury en Inglaterra, o puede ser elegido del círculo de obispos en el sínodo provincial o ser el metropolitano de mayor edad. En la mayoría de los casos tiene el título de arzobispo. A menudo, su mandato es limitado. El cargo de primado anglicano surgió del título de primado de arzobispo de Canterbury cuando la sede era católica.